# سام إل. كولينز
سام إل. كولينز (بالإنجليزية: Sam L. Collins)‏ هو محامي وسياسي أمريكي، ولد في 6 أغسطس 1895، وتوفي في 26 يونيو 1965 في فوليرتون في الولايات المتحدة. حزبياً، نشط في الحزب الجمهوري. وقد انتخب عضو مجلس النواب الأمريكي.